# CWD
CWD er forkortelsen af en sygdom med det engelske navn chronic wasting disease, på norsk skrantesyke, der er en smitsom, kronisk, neurologisk sygdom hos hjortedyr. Sygdommen skyldes prioner, er præget af kronisk vægttab og er altid dødelig. Der kendes ingen tilfælde hvor CWD er overført til mennesker. 
Chronic wasting disease er en transmissibel spongiform encephalopati (TSE) og kendes i Amerika hos sorthalehjort (am. mule deer), Virginiahjort (am. white-tailed deer), wapiti (am. elk), amerikansk elg og i Norge hos rensdyr.  Sygdommen blev først anerkendt som et klinisk syndrom i 1967 i sorthalehjorte i en wildlife research facility i det nordlige Colorado, USA og blev identificeret som en TSE i 1978. Sidenhen har CWD spredt sig til fritgående og fangne hjorte i 23 amerikanske stater og to canadiske provinser. I 2016 blev CWD konstateret i Norge.
Det amerikanske Centers for Disease Control and Prevention har efter undersøgelser konkluderet, at som en sikkerhedsforanstaltning bør man undgå at spise hjerne, rygmarv, øjne, milt, mandler eller lymfeknuder fra hjortedyr fra områder, hvor CWD er blevet identificeret.

## Molekylær mekanisme
Man kender træk af sygdommens molekylære mekanisme og det er som for de andre former for TSE molekylet PRNP, der er ansvarlig for udviklingen af sygdommen, her CWD prion eller benævnt som MDePrPSc. Prion-proteinet findes i dyrenes centrale nervesystem (CNS), og er i stand til at sprede sig til det perifere nervesystem (PNS).  Det normale prion-protein kan blive ændret til en unormal form, der starter en kædereaktion af ophobning af den unormale form af prion-proteinet, der medfører udbredt neurodegeneration. Man kender endnu ikke startmekanismen.

## Forløb
Inkubationstiden er sandsynligvis omkring to år, og sygdommen optræder oftest hos 3–5 år gamle dyr. Efter et sygdomsforløb som varer fra nogle uger til flere måneder, dør dyrene. De kan også dø i forbindelse med akutte stresspåvirkninger, lungebetændelse eller skader i sygdomsperioden.
De mest fremtrædende symptomer er vægttab og ændret opførsel som udvikles over uger til måneder. I tillæg kan det observeres at dyrene mister deres kropsfunktioner, har ukoordinerede bevægelser, repeterende bevægelsesmønstre og hovedrystelser, skærer tænder og går med sænket hoved. Pelsen kan blive tør og pjusket, men kløe er ikke normalt. Sent i sygdomsforløbet ses der tydelige neurologiske symptomer.

## Udbredelse
Efter at sygdommen første gang blev påvist hos hjorte i fangenskab i 1967, blev den i 1981 påvist hos vilde dyr og er nu udbredt i Nordamerika. Sygdommen er også påvist i Sydkorea hos nordamerikanske kronhjorte importeret fra Canada.
Sygdommen blev i 2016 for første gang påvist i Europa i Norge  i Lærdal i Nordfjeldene vildrenområde i Sogn og Fjordane hos en ren, som blev fundet i dårlig forfatning, derefter hos to elge i Selbu og en vildrenbuk i Nordfjeldene vildrenområde. Senere samme år blev sygdommen også påvist hos en vildrensimle i Nordfjeldene vildrenområde.
Den norske Videnskabkomiteen for mattrygghet anbefalede i en risikovurdering 2017 at skyde alle rensdyr i Nordfjeldene vildrenområde og at lægge området brak i mindst fem år efter, hvis ikke sygdommen skulle brede sig til andre dele af Norge. Det drejer sig omkring 2.200 rensdyr, der skal skydes i løbet af et år.
Om forekomsten af CWD i Norge har noget som helst med forekomsten i Amerika er helt uvist.